# Exile SH Magazine
Exile SH Magazine es una revista musical española que centra su actividad diaria en reseñas y críticas de discos, noticias, reportajes, crónicas de conciertos, entrevistas o podcasts relacionados con la música pop y la música rock, abarcando géneros como folk, blues, power pop, punk, country, indie, rhythm&blues o garage. 

## Historia
Inició su actividad en 2013, después de que sus administradores y redactores se reunieron en festival del pueblo burgalés de Frías,un Rust Fest homenaje a Neil Young. Con la idea original de uno de sus directores, David H. Molina, y bajo la influencia del mencionado músico canadiense o de The Rolling Stones, se impulsó el objetivo de informar musicalmente de manera independiente, alternativa y alejándose del mainstream.
Entre sus artículos existe especial dedicación a noticias y novedades discográficas, especiales sobre clásicos como Little Richard, The Jesus and Mary Chain o ZZ Top, crónicas de conciertos, podcasts radiofónicos o entrevistas a referentes internacionales como John Paul Keith, Mike Scott de The Waterboys, Steve Wynn de The Dream Syndicate, Matthew Caws de Nada Surf, Travis Good de The Sadies, o nacionales como Maika Makovski o Antonio Arias de Lagartija Nick.
El 8 de octubre de 2023 se celebró la fiesta del décimo aniversario de la revista,que contó con las actuaciones de Doctor Divago, Carolina Otero, Mendizabal y Baby Scream.Con antelación, y motivado por ese aniversario, Exile se convirtió en editorial y discográfica autogestionada con marcado carácter independiente, habiéndose publicado los libros Lux & Ivy. Una cita con los Cramps de Juanjo Mestre y Malditos Exiliados, un combinado sobre artistas malditos por parte de los cinco administradores de la revista, así como el disco en formato vinilo Castell de Pop de Baby Scream.

## Personal
- Dirección, administración y redacción: David H. Molina, Jorge García, Juanjo Mestre, Chals Roig y Joserra Rodrigo.[2]
- Webmaster: Miguel Gregori.
- Colaboradores y redactores: Vince Martínez, Antonio Sánchez, Gonzalo Aróstegui.